# Brønden
Brønden es un pueblo danés incluido dentro del municipio de Frederikshavn, en la región de Jutlandia Septentrional.

## Historia
El pueblo surgió alrededor junto a una industria lechera cooperativa levantada en 1888 a 7 km al sur de Østervrå. La primera vivienda que se construyó fue la del administrador de la cooperativa. Debido a que, junto a la carretera, existía un restaurante llamado Brønden Kro, la localidad que se formó recibió ese nombre.

## Geografía
Brønden se sitúa en la parte oriental de la isla Vendsyssel-Thy. Las localidades vecinas son las siguientes:
| Noroeste: Kirkholt | Norte: Østervrå   | Noreste: Thorshøj     |
| Oeste: Jerslev     |                   | Este: Dybvad          |
| Suroeste: Hallund  | Sur: Flauenskjold | Sureste: Flauenskjold |

Su territorio es mayormente plano con suaves colinas. Varios pequeños arroyos fluyen para unirse al río Voer que discurre por el este. El uso principal del terreno es para la agricultura. Los bosques se localizan al oeste –Fejborg Båkke, Pajhede Skov y Søheden Plantage– y al norte –Nymolle Plantage, Ravnsholt Plantage y Miller Skov–. Aparte, pequeñas parcelas forestales se encuentran entremezcladas con las de cultivo.

## Comunicaciones

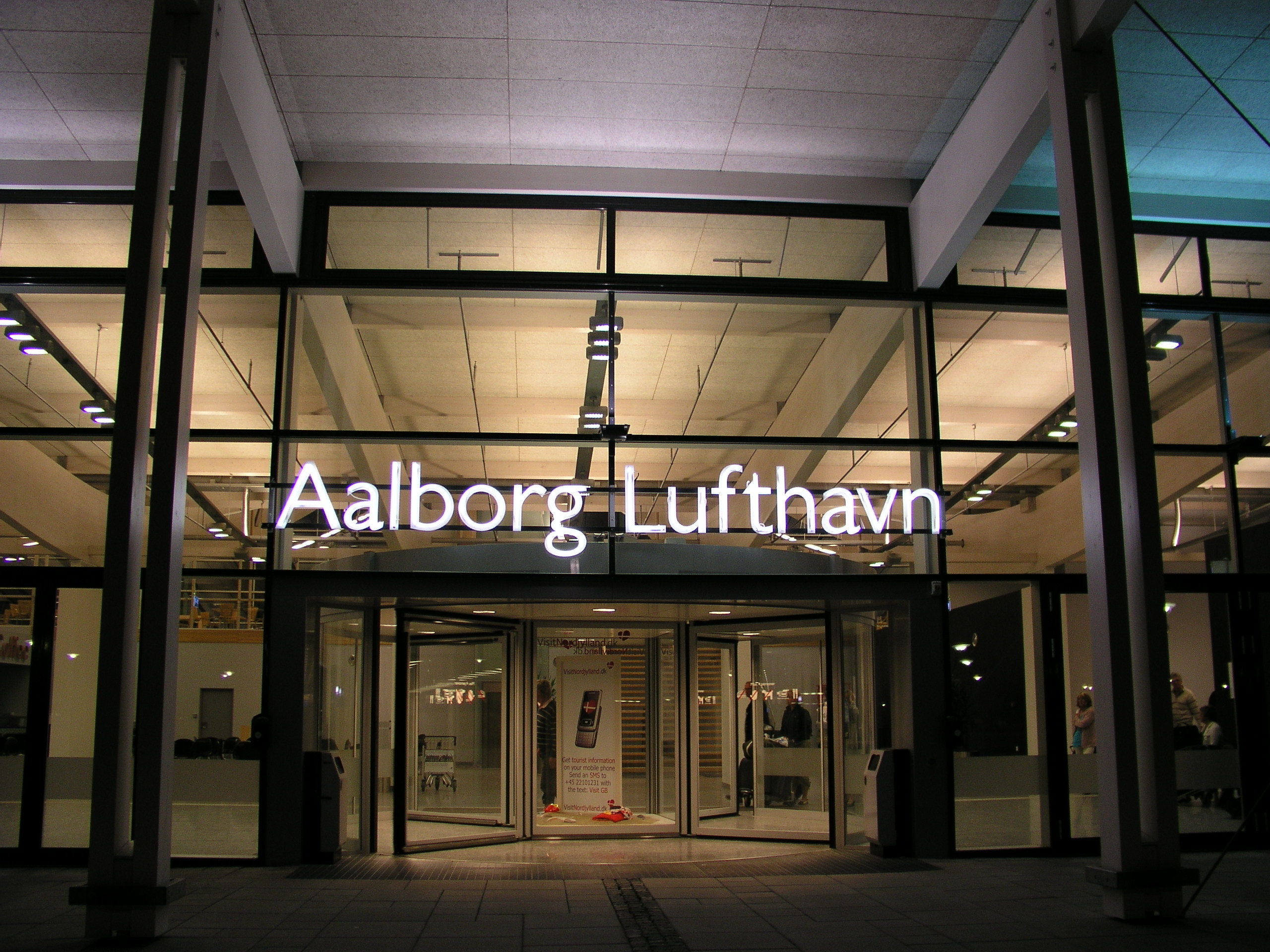
El aeropuerto de Aalborg es el más cercano a la localidad.

Por Brønden no pasa ninguna autopista (motorvej) ni carretera nacional (motortrafikvej). Tampoco es atravesado por ninguna regional (landevej). La carretera local Skævevej discurre de este a oeste atravesando el casco urbano. La Brøndenvej
lo hace hacia el norte para conectar con Østervrå y la Flauenskjoldvej hacia el sur para llegar a Flauenskjold.
En la localidad tienen parada las siguientes líneas de autobús:
| Líneas de autobuses con parada en Brønden |                                               |
| Número                                    | Recorrido                                     |
| 419                                       | Østervrå – Thorshøj – Try – Brønden – Torslev |
| 427                                       | Dybvad – Skæve – Solholt – Brønden            |

No cuenta con conexión ferroviaria. La estación más próxima se encuentra a 19 km en Brønderslev.
El aeropuerto más cercano es el aeropuerto de Aalborg situado a 41 km de distancia por carretera.

## Demografía
Brønden está formada por unos 60 hogares en los que viven unas 150 personas. Está integrado dentro del municipio de Frederikshavn y supone el 0,5% del total de sus habitantes. La densidad de población en este municipio era de 93 hab/km² inferior a la del total de Dinamarca que se sitúa en 133 hab/km².
En cuanto al nivel educativo, el 28 % de la población dentro del municipio de Frederikshavn, entre 25 y 64, años tenía formación primaria y secundaria; el 49 % formación profesional y el 23 % formación superior.

## Economía y servicios
Los ingresos medios por familia dentro del municipio de Frederikshavn se situaban a finales de 2015 en 228 545 Kr (30 626 Eur) anuales. Estos eran ligeramente superiores a los ingresos medios a nivel regional (224 324 Kr) aunque un 5 % inferiores al nivel nacional (241 339 Kr). El nivel de desempleo era del 5 % para final de 2016. Superior al total regional (4,6 %) y nacional (4,2 %). El sector servicios absorbía la mayor parte del empleo superando el 70 % de los puestos de trabajo.
No existen establecimientos industriales en Brønden. Su economía está centrada en una agricultura dedicada mayoritariamente al cereal y la ganadería estabulada, la cual es explotada mediante granjas aisladas. Dentro del sector servicios, hay un taller de coches, el citado restaurante Brønden Kro y un comercio de quesos sucesor de la cooperativa lechera que dio origen a la localidad. También existe un bed & breakfast. Supermercados y otros comercios se encuentran en la vecina  Østervrå.

## Educación y deportes
La localidad no cuenta con guardería ni escuela. Los niños tienen que acudir a la vecina Horby para la escolarización. Para los deportes dispone de un campo exterior de hierba para la práctica del fútbol y en las cercanías se sitúa un club de hípica.

## Turismo
La oferta turística de Brønden está centrada en su entorno natural, en concreto, el senderismo. En los bosques cercanos están trazados un buen número de caminos para su práctica y existen varios puntos de acampada.
Por el oeste de la localidad pasa la ruta denominada Hærvejen que discurre entre Frederikshavn y Padborg. Esta, además, es uno de los Caminos de Santiago que provienen del ámbito nórdico.